# Wąsosz (miasto)
Wąsosz (łac. Chrysopolis, niem. Herrnstadt) – miasto w woj. dolnośląskim, w powiecie górowskim, siedziba władz gminy miejsko-wiejskiej Wąsosz, położone w dorzeczu Orli i Baryczy, dzieli się na Wąsosz Wschodni i Wąsosz Zachodni.
Według danych GUS z 1 stycznia 2023 r. miasto liczyło 2574 mieszkańców (768. miejsce w kraju).
Ośrodek usługowy; drobny przemysł metalowy, drzewny i spożywczy, produkcja powozów konnych.
Historycznie leży na Dolnym Śląsku. W latach 1975–1998 miasto administracyjnie należało do woj. leszczyńskiego.

## Nazwa

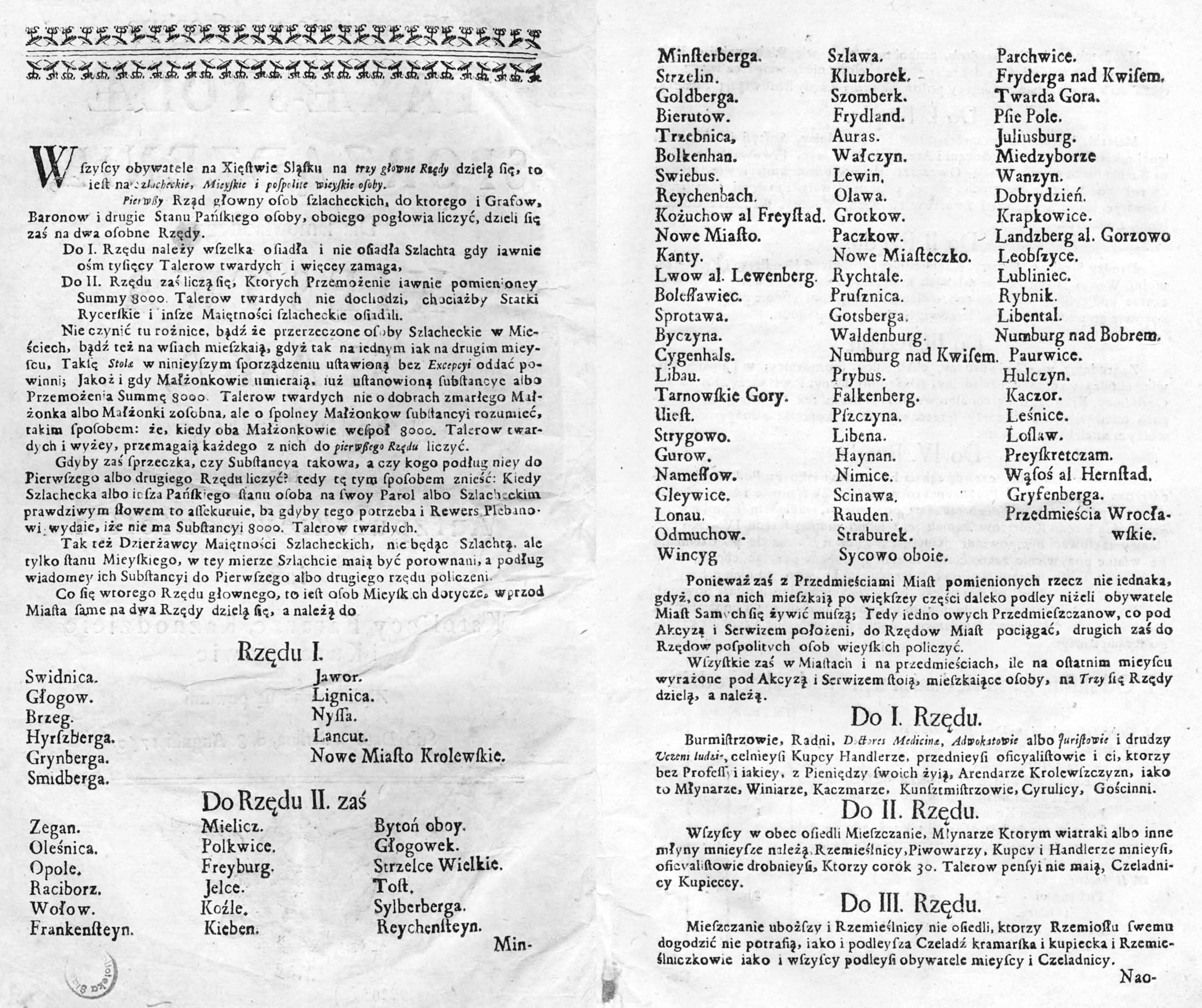
Wąsosz jako Wąsoś wśród innych nazw śląskich miejscowości w urzędowym pruskim dokumencie z 1750 roku wydanym w języku polskim w Berlinie.

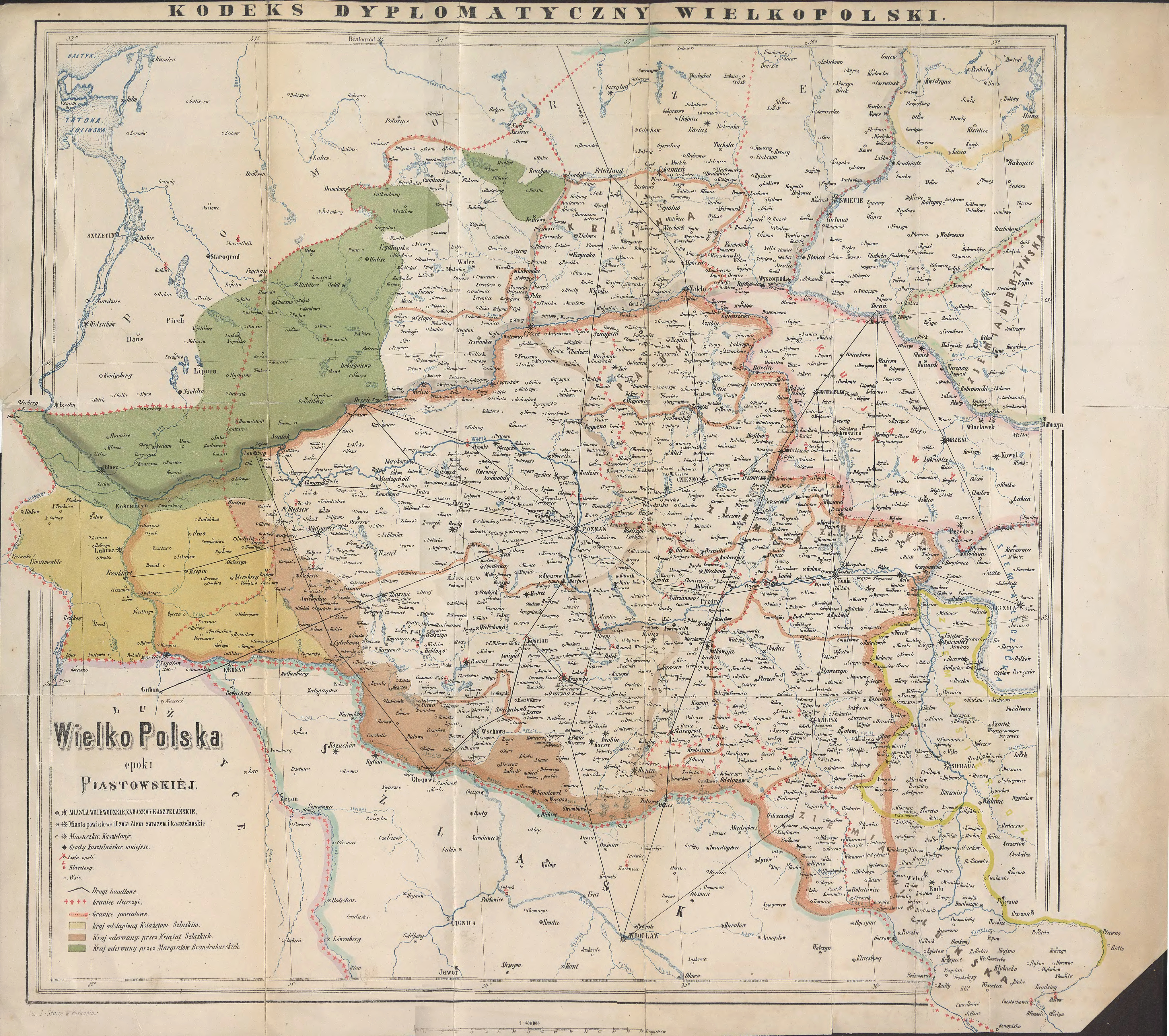
Wąsosz w granicach Wielkopolski na mapie według Kodeksu dyplomatycznego Wielkopolski.

Nazwa Wąsosz znana jest od średniowiecza (Wansose 1300, Wanschosch 1313, Wąsosze 1531, Wąsoś 1750) i pochodzi od staropolskiego wyrazu "wąsosze", oznaczającego miejsce, gdzie coś się schodzi, zbiega lub łączy. W tym wypadku chodzi o zbieg dwóch rzek: Baryczy i Orlej
Równie starą dokumentację posiada niemiecka nazwa Herrnstadt ("miasto Pana" – Hernstat 1290, Herstat 1298, Herrenstat 1305, Hirstat 1376). Jest to przykład częstej przy kolonizacji niemieckiej sytuacji równoległości nazewniczej, gdzie wcześniejsza nazwa słowiańska używana była jednocześnie z nowszą nazwą organizmu miejskiego, stworzoną wraz z jego lokacją na prawie niemieckim. Wraz z procesem germanizacji okolic miasta nazwa Wąsosz uległa stopniowemu wyparciu. W roku 1613 śląski regionalista i historyk Mikołaj Henel z Prudnika wymienił miejscowość w swoim dziele o geografii Śląska pt. Silesiographia podając jej łacińską nazwę: Hernstadium.
W alfabetycznym spisie miejscowości na terenie Śląska wydanym w 1830 roku we Wrocławiu przez Johanna Knie miejscowość występuje pod nazwą niemiecką Herrntadt, łacińską Chrysopolis oraz polską Wąźciorz we fragmencie "Wąźciorz, polnische Benennung der im Guhrauer Kreise belegenen Stadt Herrnstadt". Nazwę miejscowości w formie Wąsorz w książce "Krótki rys jeografii Szląska dla nauki początkowej" wydanej w Głogówku w 1847 wymienił śląski pisarz Józef Lompa. Po przyłączeniu miejscowości do Polski w 1945 nazwa Wąsosz zyskała status urzędowej.

## Czasy prehistoryczne
Najstarsze stwierdzone ślady obecności człowieka pochodzą na terenie Wąsosza i okolic (Pobiel, Gola Wąsoska) z okresu mezolitu. Są to pozostałości obozowisk wędrownych grup zbieracko-łowiecko-rybackich. Więcej znalezisk o podobnym charakterze pochodzi z epoki neolitu, która rozpoczyna się od połowy VI tysiąclecia p.n.e. Stałe osadnictwo pojawiło się w środkowym okresie epoki brązu, w drugiej połowie I tysiąclecia p.n.e., w szczytowym momencie rozwoju kultury łużyckiej. Ówcześni mieszkańcy tych okolic prowadzili zarówno uprawę ziemi (zboża, warzywa), chów zwierząt oraz w dalszym ciągu zbieractwo i łowiectwo. Około 1000 p.n.e. nastąpiło wyraźne wyludnienie tych okolic.
Kryzys ten został przełamany dopiero w okresie rozkwitu kultury przeworskiej, tj. III i II wiek p.n.e. Coraz większą rolę odgrywać zaczęło rolnictwo, dzięki opanowaniu wytopu żelaza udoskonalały się narzędzia i broń, ozdoby. Widoczne były wpływy Celtów zajmujących południowe Niemcy, Czechy i Śląsk. W I wieku n.e. zaczęły się czasy wpływów rzymskich i intensywny rozwój kowalstwa, hutnictwa oraz wzrost znaczenia upraw zbożowych przy użyciu sprzężaju. Zaznaczyło się także wyraźne powiększenie powierzchni upraw kosztem lasów.
V wiek naszej ery przyniósł kolejne wyludnienie w wyniku wędrówki ludów, która doprowadziła do zniknięcia starych układów społeczno-gospodarczych. W to miejsce pojawiła się gospodarka przemienno-ugorowa, ze zwiększoną uprawą pól i szeroko zakrojoną hodowlą. Przybyłe plemiona słowiańskie budowały swe struktury w oparciu o zamieszkiwane przez siebie grody, z których w okolicy Wąsosza wymienić można Sądowel i Czeladź Wielką. Nie jest dość jasne pochodzenie osadnictwa w dorzeczu Baryczy pomiędzy VI a X w. n.e. Wysuwana jest hipoteza, iż w Kotlinie Milickiej i Żmigrodzkiej mieszkały w owym czasie dwa niewielkie, bezimienne plemiona, bądź iż mieszkańcy tych okolic to Dziadoszanie i Ślężanie, a centra ich zasiedlenia leżały odpowiednio w rejonie Głogowa i na południe od Wzgórz Trzebnickich.
Łącznie na terenie Wąsosza odnotowano od lat 30. XX w. ponad 100 znalezisk archeologicznych, od śladów epoki kamiennej po wczesne średniowiecze.

## Historia
Według Kodeksu dyplomatycznego Wielkopolski Wąsosz początkowo należał do Wielkopolski. W średniowieczu został zdobyty i w wyniku aneksji przyłączony do Śląska przez książąt śląskich. W 1217 w wyniku układu w Dankowie zawarto ugodę pomiędzy księciem wielkopolskim Władysławem Laskonogim, a księciem śląskim Henrykiem I Brodatym, w wyniku którego miejscowość wraz z przyległymi miejscowościami przypadła temu ostatniemu .
Wąsosz położony jest nad rzeką Barycz przy odgałęzieniu od dawnego szlaku handlowego z Góry. Miasto otrzymało prawa miejskie w 1290 roku od księcia Henryka III głogowskiego. Lokowane było na prawie magdeburskim i rozwijało się jako osada targowa, przejmując pierwszeństwo po podupadającej w XIII wieku kasztelanii w Sądowlu. Od 1312 do 1749 działał tu sąd dworski, który orzekał na podstawie prawa polskiego. Podległość miasta zmieniła się na przestrzeni lat, przechodząc kolejno pod panowanie księstwa śląskiego, księstwa głogowskiego (do 1437 roku). W latach 1348–1742 w Koronie Królestwa Czech, w jej ramach w księstwie wołowskim (do 1675 r. pod władzą Piastów legnicko-brzesko-wołowskich jako lenników czeskich). Od 1742 r. w Królestwie Pruskim, potem w Cesarstwie Niemieckim (od 1871) i Republice Weimarskiej (od 1918) oraz Trzeciej Rzeszy.
W roku 1759, podczas wojen śląskich, drewniana zabudowa miasta została spalona. Kolejne, liczne klęski żywiołowe, epidemie, hamowały rozwój Wąsosza, a sprzyjały przejęciu prymatu przez rozwijającą się Górę. W końcu XIX wieku uruchomiono linię kolejową, co jednak nie wpłynęło znacząco na rozwój miasta
Liczba ludności przed drugą wojną światową rosła od 400 mieszkańców w 1557 roku, stopniowo do 2530 mieszkańców w 1933 roku. W 1943 r. utworzono tu Säuglings- und Altersheim St. Josefsstift für Säuglinge und Kleinkinder St. Josefsstift (zakład dla dzieci robotnic przymusowych), w którym panowała wysoka śmiertelność. Oddziałowa Komisja Ścigania Zbrodni przeciwko Narodowi Polskiemu w Poznaniu prowadzi w tej sprawie śledztwo S. 5/00/Zn. Wskutek przejścia frontu na początku 1945 r. miasto zostało dotkliwie zniszczone (zabudowa rynku, ratusz). Po przejęciu przez polską administrację miejscowość została zakwalifikowana do rzędu wsi, zaś jej niemieccy mieszkańcy wysiedleni. Nigdy nie odbudowany, Wąsosz pełnił w latach powojennych rolę lokalnego ośrodka usługowego; w latach 1960–1973 posiadał status osiedla, prawa miejskie odzyskał ostatecznie w 1984 roku.
Średniowieczne miasto założone zostało w widłach Orli i Baryczy, które z trzech stron broniły doń dostępu. Od strony wschodniej, otwartej, usytuowany został zamek otoczony fosą. Centralną część miasta stanowił prostokątny rynek przecięty z północnego wschodu na południowy zachód główną osią komunikacyjną. Brak murów obronnych sprawił, że zabudowa nie ma charakteru zwartego i wokół rynku występowały tereny słabiej zainwestowane. Na początku XIX wieku, Wąsosz, tak jak większość miast, rozwija się bardziej intensywnie, a zabudowa rozprzestrzenia się w kierunku północno-wschodnim, przekraczając rzekę Orlę. Po uruchomieniu linii kolejowej zabudowa rozwija się również wzdłuż głównego szlaku komunikacyjnego, w kierunku dworca kolejowego.

## Demografia

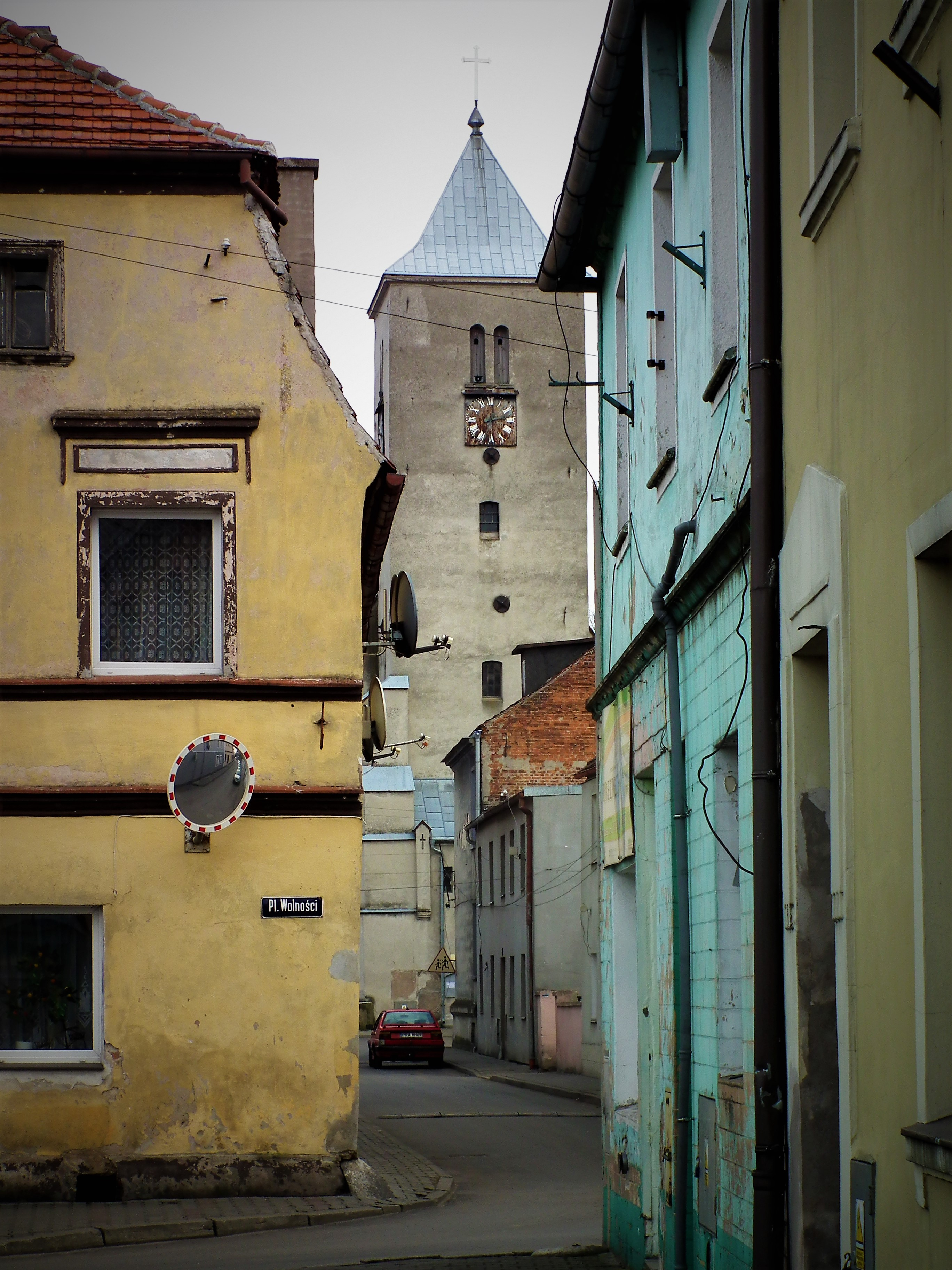
Fragment starej zabudowy

Piramida wieku mieszkańców Wąsosza w 2017 roku.

## Zabytki

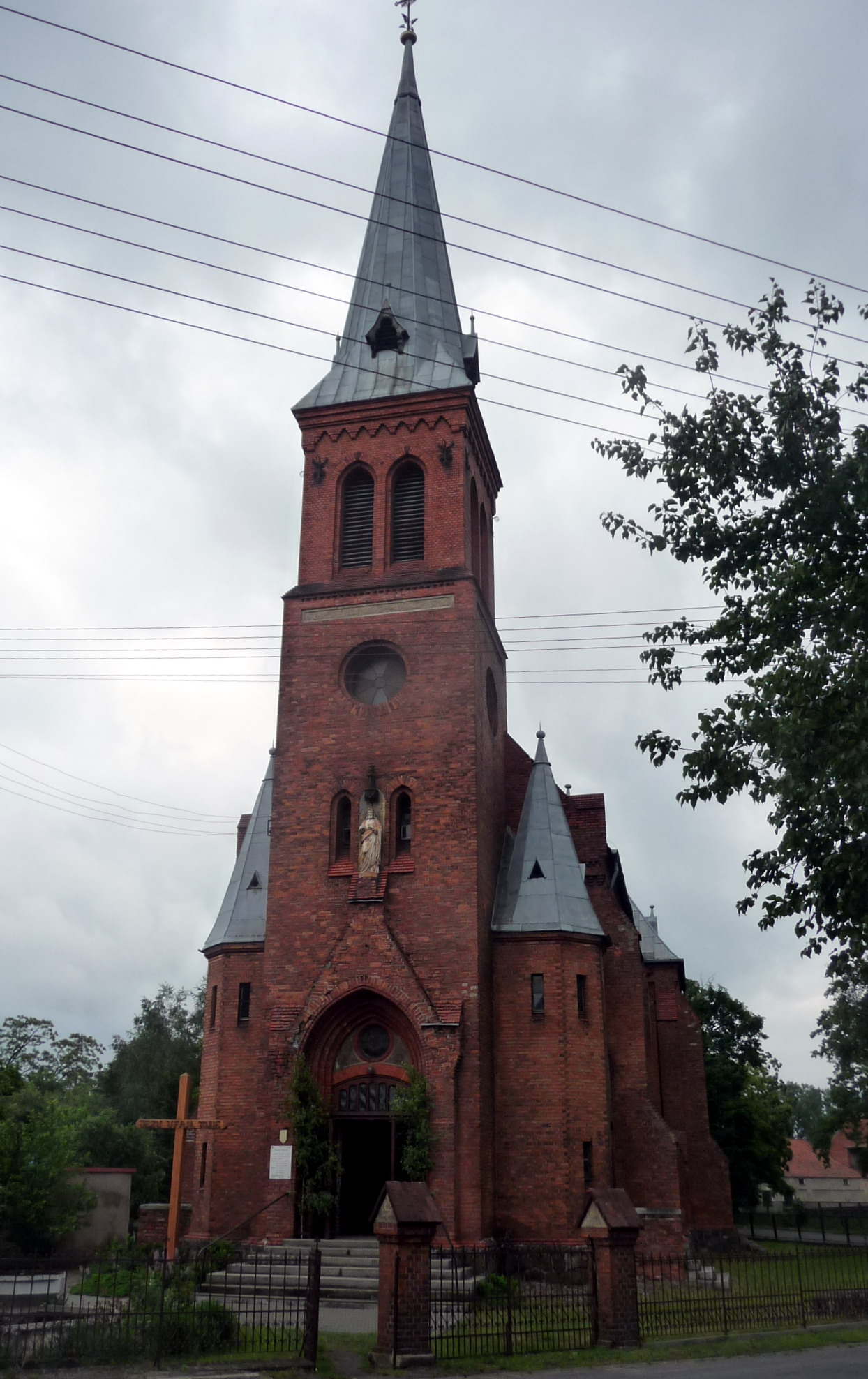
Neogotycki kościół pw. św. Józefa Oblubieńca NMP

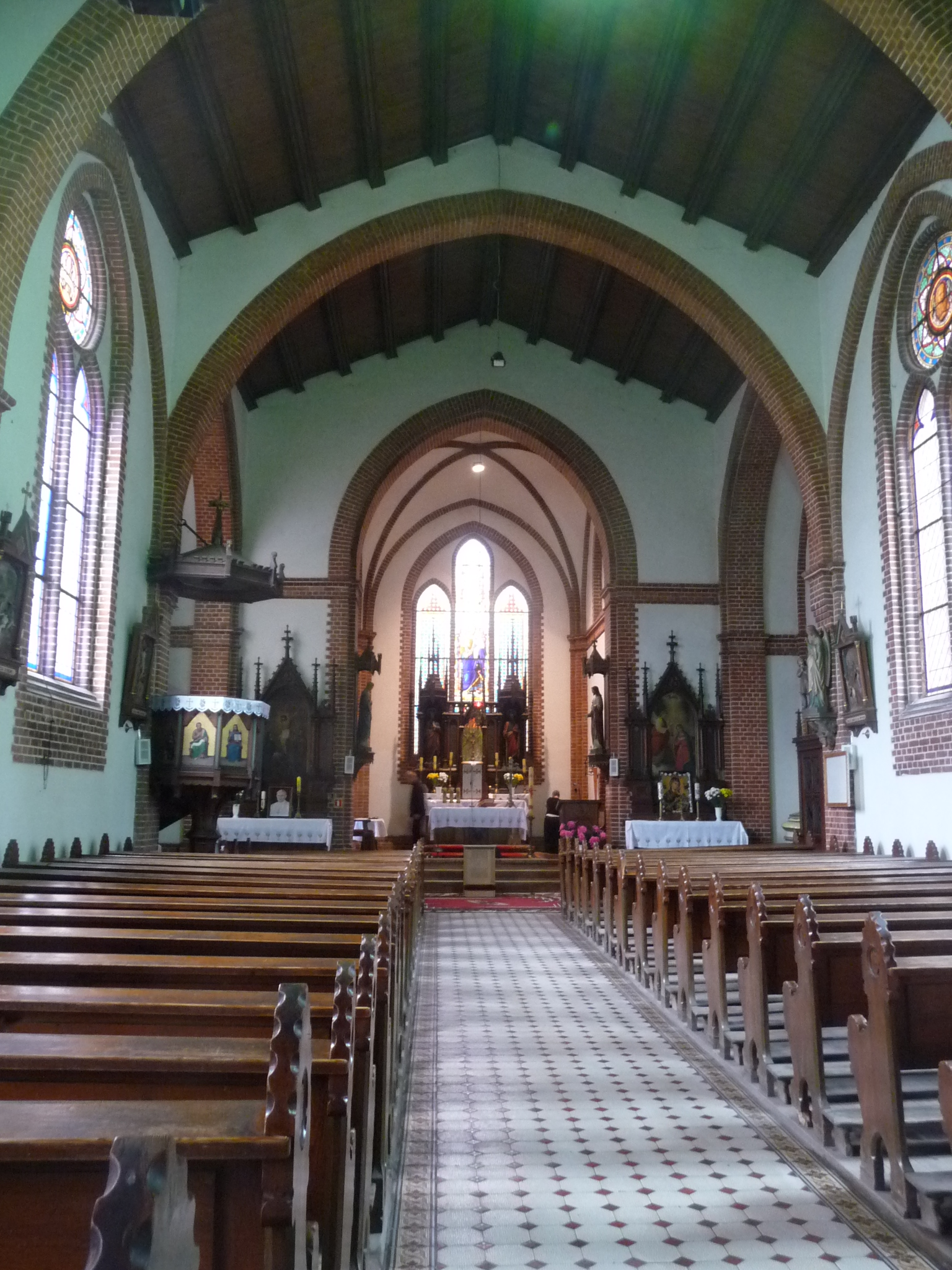
Wnętrze kościół pw. św. Józefa Oblubieńca NMP

Do wojewódzkiego rejestru zabytków wpisane są obiekty:
- historyczny układ architektoniczny, zabudowa z XIII-XIX w., m.in. kamienice w rynku
- kościół parafialny pw. św. Józefa Oblubieńca NMP, neogotycki, ul. Parafialna 8, z 1892–1894
- kościół pomocniczy pw. Niepokalanego Serca NMP, gotycki, pl. Kościelny 4, z końca XIII w., 1581 r., przebudowany w 1581 r. – XVI w., 1710 r. – XVIII w.
- zamek z drugiej połowy XVI wieku, k. XVIII w.
- willa, ul. Krzywa 7, z 1896 r.
- wieża ciśnień, kolejowa, wodociągowa z 1912 r.

## Sport
W mieście działa klub piłkarski MKS Orla Wąsosz, którego największym sukcesem są występy w dolnośląskiej IV lidze.

### Kajaki
Latem roku 2006 uruchomiono spływ kajakowy nurtem rzeki Barycz.
Początkiem spływu i główną bazą jest Wąsosz, wypożyczania kajaków i pomost znajduje się przy amfiteatrze. Trasa spływu Wąsosz – Sądowel – Wąsosz to ok. 14,5 km. Czas przepływu całej długości to ok. 4-5 godzin.
Na trasie spływu znajdują się 3 stanice kajakowe – drewniane pomosty do cumowania kajaków. Pierwsza stanica – Ujście Orli do Baryczy, druga stanica – obręb wsi Bełcz Mały, trzecia stanica – Sądowel.

## Oświata
W Wąsoszu działają:
- Przedszkole Samorządowe im. Marii Konopnickiej w Wąsoszu
- Publiczna Szkoła Podstawowa im. Bolesława Chrobrego w Wąsoszu
- Specjalny Ośrodek Szkolno-Wychowawczy im. Janusza Korczaka w Wąsoszu

## Transport
Przez miasto przebiega droga krajowa nr 36 Lubin – Rawicz – Krotoszyn – Ostrów Wielkopolski i linia kolejowa Legnica – Kobylin (nieczynna). Miasto nie jest skomunikowane z resztą kraju żadnym transportem publicznym.

## Współpraca międzynarodowa
Miasta i gminy partnerskie:  Hiszpania Santa Susanna